# Monale
Monale est une commune italienne de la province d'Asti, dans la région Piémont.

## Administration
| Période                                  | Période | Identité               | Étiquette    | Qualité |
| ---------------------------------------- | ------- | ---------------------- | ------------ | ------- |
| 2004                                     | 2009    | Battista Felice Veglio | Lista civica | Maire   |
| 2009                                     | 2014    | Sergio Magnetti        | Lista civica | Maire   |
| 2014                                     |         | Sergio Magnetti        | Lista civica | Maire   |
| Les données manquantes sont à compléter. |         |                        |              |         |

### Communes limitrophes
Asti, Baldichieri d'Asti, Castellero, Cinaglio, Cortandone, Maretto, Villafranca d'Asti

## Jumelage
- Cazouls-d'Hérault (France) depuis 2010